# 劊樂小丑3
《劊樂小丑3》（英語：Terrifier 3）是一部2024年美国圣诞节超自然砍杀电影，由達米安·里安编剧并执导，主演有蘿倫·拉維拉、大衛·霍華德·桑頓、艾略特·弗拉姆、萨曼莎·斯卡菲迪、安东内拉·罗斯、玛格丽特·安妮·弗洛伦斯和布萊斯·約翰遜。故事发生在圣诞节前的几天，讲述了西耶娜·肖努力重建生活的过程中，同时被小丑亚特和新同伙——被附身的维多利亚·海斯追杀的经历。本片是2022年《劊樂小丑2》的续集，也是《劊樂小丑》系列的第三部作品。
在《劊樂小丑2》获得口碑和商业成功后，里安开始为第三部电影撰写剧本，计划推出一个全面的叙事线。里安希望更好地展现维多利亚的角色，因为他后悔在第一部电影中没有充分发展该角色。影片的主体拍摄于2024年2月开始，预算为200万美元，在4月完成。
《劊樂小丑3》于2024年9月19日在德克萨斯州奧斯汀的奇幻电影节上首映，于10月11日在美国影院上映。影片收获了普遍好评，取得超過8900万美元的票房收入，成績更勝前兩集。

## 劇情
在被西耶娜·肖斩首后，小丑亚特的无头尸体杀死了前来处理案件的警察，随后前往维多利亚·海斯所在的精神病院——此时被“苍白小女孩”附身的维多利亚刚刚“产下”了亞特的头。他们杀死了一名护士、亚当·伯克和一名守卫，然后逃到了一座废弃的房子里。维多利亚将自己的脸砸向浴室镜子，用一块碎玻璃割腕，进入浴缸“休眠”，而亞特则坐在阁楼的摇椅上，两人进入了沉寂状态。
五年后，西耶娜从精神健康中心释放，暂住在姨妈杰丝家。杰丝和丈夫格雷格以及女儿盖比一起生活，盖比崇拜西耶娜，但对她所经历的事件一无所知。西耶娜因幸存者内疚而饱受折磨，常常产生对已故好友布鲁克的幻觉，她觉得自己对布鲁克的死负有责任。她想与弟弟乔纳森重新建立联系。乔纳森現在正在上大學，努力繼續自己的生活。当两名拆迁工人误入那座房屋时，亞特和维多利亚从沉睡中苏醒，杀死了工人。维多利亚开始制作一套新服装，而亞特则外出展开新一轮的杀戮。亞特在一家酒吧遇到了一名圣诞老人扮演者，他用枪射杀了酒保和另一位顾客，穿上圣诞老人的服装，然後用液氮和锤子杀死了这名扮演者。亞特打扮成圣诞老人闯入一戶人家，在圣诞节前几晚用斧头残忍地杀死了他们。随后，亞特伪装成购物中心的圣诞老人，用伪装成礼物的爆炸物屠杀了多名购物者，包括孩子。西耶娜在商场中似乎看到了伪装中的亞特，但她没有告诉家人，因为她认为家人不会相信她，而且她自己也不确定是否只是幻觉。
西耶娜前往乔纳森的大学，遇到了乔纳森的室友科尔和他的女友米娅。米娅主持着一个真实犯罪播客，她要求西耶娜和乔纳森参加一个关于迈尔斯县大屠杀的采访，但西耶娜发怒拒绝了。西耶娜向乔纳森坦白，她认为亞特还活着，給他看她住院期间他写给她的信件，表示恶魔可以透過宿主（比如维多利亚）重生。她还告诉乔纳森她打算回到恐怖游乐园取回父亲的剑。亞特來到大学，用鏈鋸杀害了正在淋浴中发生关系的米娅和科尔。西耶娜在新闻中得知商场的杀戮事件后惊慌失措，要求乔纳森回家警告家人。格雷格去接乔纳森，而西耶娜睡着了；她梦见天使们正在为她父亲給她设计的战士服制作盔甲。她醒来后下楼发现亞特和换上小丑服装的维多利亚，亞特用锤子将她击晕。
西耶娜恢复意识时，看到格雷格的无头尸体被钉在墙上，头被當成星星装饰在圣诞树顶，杰丝被绑在对面。维多利亚展示了一颗被老鼠啃食的无皮头部，告诉她那是盖比的头。亞特將一根管子敲進杰丝的嘴裡，用噴燈把老鼠逼到裡面，然後割斷了她的喉嚨，殺死了她。亞特突然带着人质盖比出现，而维多利亚告诉西耶娜那颗头其實是乔纳森的。维多利亚将一顶荆棘王冠戴在西耶娜头上，想要附身於她，但西耶娜抵抗時打开了一个包裹好的“圣诞礼物”，用里面父亲的剑刺伤了维多利亚。西耶娜将维多利亚斩首，她随即化为尘土。亞特用鏈鋸袭击西耶娜，但她最终占了上风。维多利亚的血液渗入地板，打开了通往地獄的入口。盖比掉了进去，好在紧抓着边缘。西耶娜离开亞特去救她，但盖比卻带着剑坠入了深渊。亞特从窗户逃走，乘坐巴士逃跑，而西耶娜的伤口神奇地愈合，她誓言要找到盖比救她出來。

## 演員
- 大衛·霍華德·桑頓 饰 小丑亚特

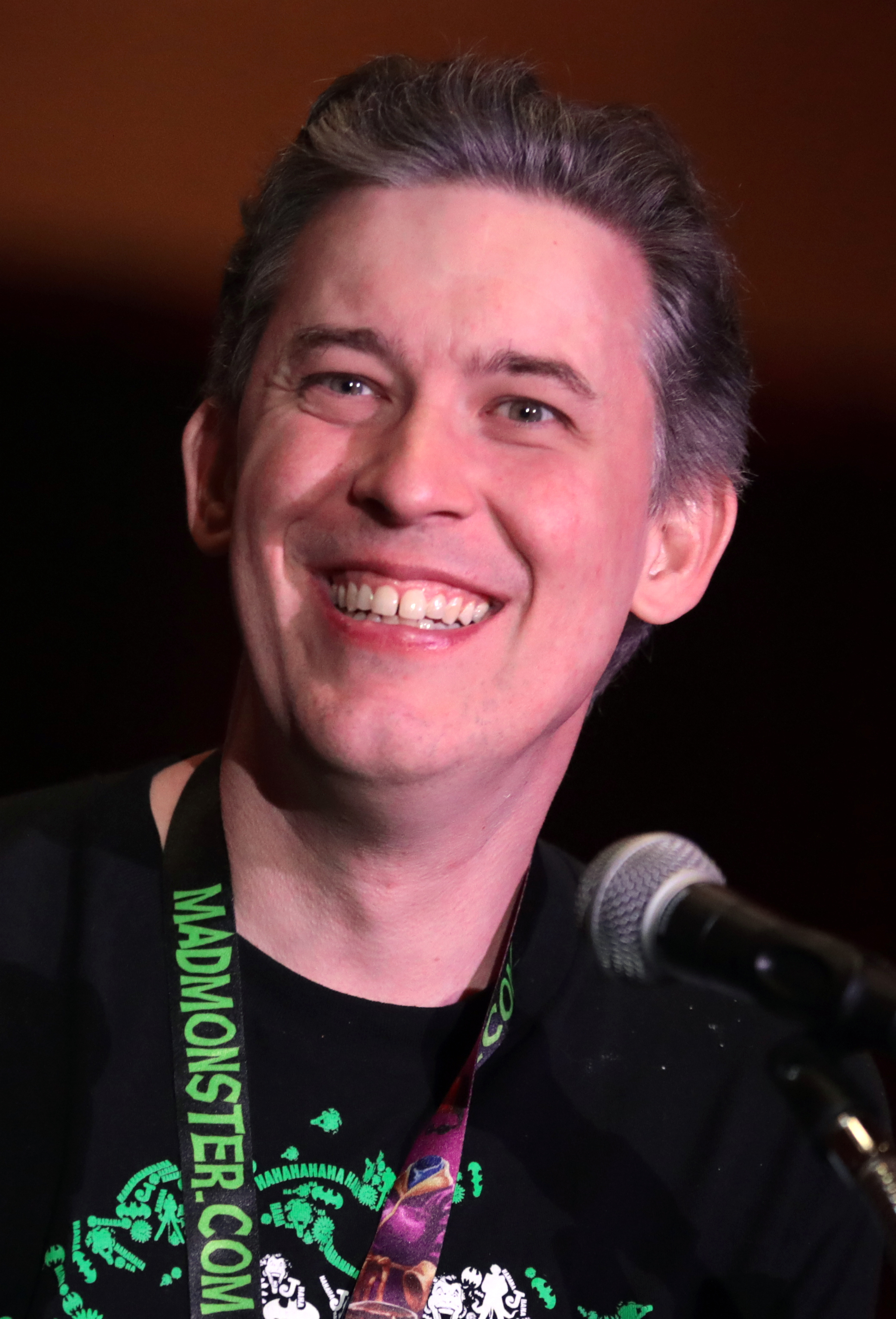
大衛·霍華德·桑頓再度饰演小丑亚特

- 蘿倫·拉維拉 饰 席安娜·蕭（英语：Sienna Shaw），乔纳森的姐姐，在前一部电影中斩首了亞特
  - 露西安娜·埃莉萨·金尼斯 饰 年幼的西耶娜
- 艾略特·弗拉姆 饰 乔纳森·肖，西耶娜的弟弟，现在在上大学
- 萨曼莎·斯卡菲迪 饰 維多莉亞·海耶斯（英语：Victoria Heyes），塔拉·海斯的姐姐，第一部电影中唯一的幸存者，她被“苍白小女孩”附身，成为亞特的犯罪同伙
- 玛格丽特·安妮·弗洛伦斯 饰 杰丝·肖，西耶娜和乔纳森的姨媽，是他们母亲芭芭拉的姐姐
- 布萊斯·約翰遜 饰 格雷格·肖，杰丝的丈夫，盖比的父亲
- 安东内拉·罗斯 饰 盖比·肖，杰丝和格雷格的女儿，崇拜西耶娜
- 克里斯·傑利可 饰 亚当·伯克，迈尔斯县精神病院的一名护工
- 丹尼爾·羅布克 饰 圣诞老人
- 汤姆·萨维尼 饰 路人
- 杰森·帕特里克 饰 迈克尔·肖，西耶娜和乔纳森的父亲，在他们年幼时因癌症去世
- 克里斯·福克斯 饰 珍妮弗
- 亚历克萨·布莱尔·罗伯森 饰 米娅，科尔的女友，对迈尔斯县大屠杀事件痴迷的真实犯罪爱好者
- 梅森·梅卡特亚 饰 科尔，乔纳森的室友
- 小斯蒂芬·科菲尔德 饰 埃文斯警官
- 克林特·霍华德 饰 斯莫基
- 安妮·莱德曼 饰 《墓像》节目主持人
- 布拉德利·斯特里克 饰 埃迪
- 喬·阿布拉漢姆斯 饰 丹尼斯
- 菲尔·法尔科内 饰 巴士司机汤姆
- 凯莉·海曼 饰 布鲁克，西耶娜已故的好友，以幻觉的形式出现纠缠她
- 约翰·桑德斯 饰 恶魔之声[8]

## 续集
2023年，達米安·里安談到了可能有《劊樂小丑4》的计划。2024年9月，里安證實《劊樂小丑4》正在制作中。